# Friedrich von Hefner-Alteneck

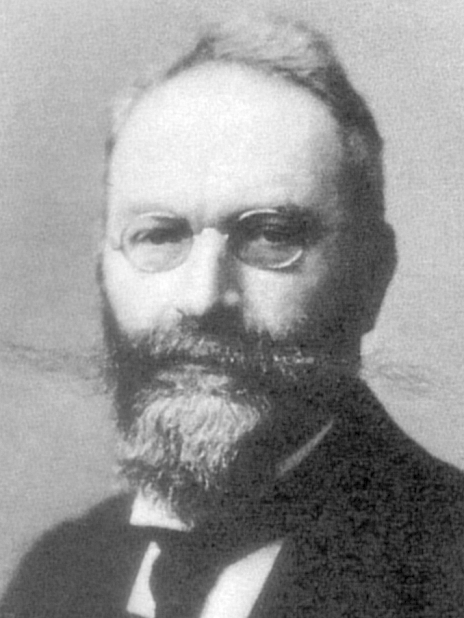
Friedrich von Hefner-Alteneck

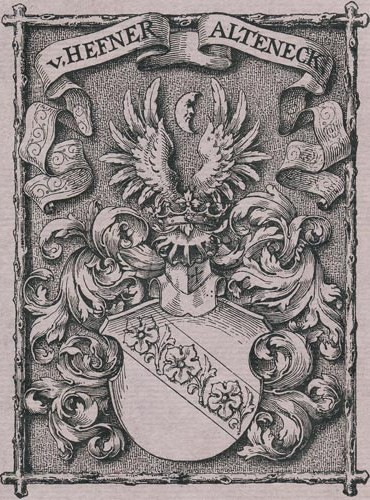
Wappen der Familie von Hefner-Alteneck

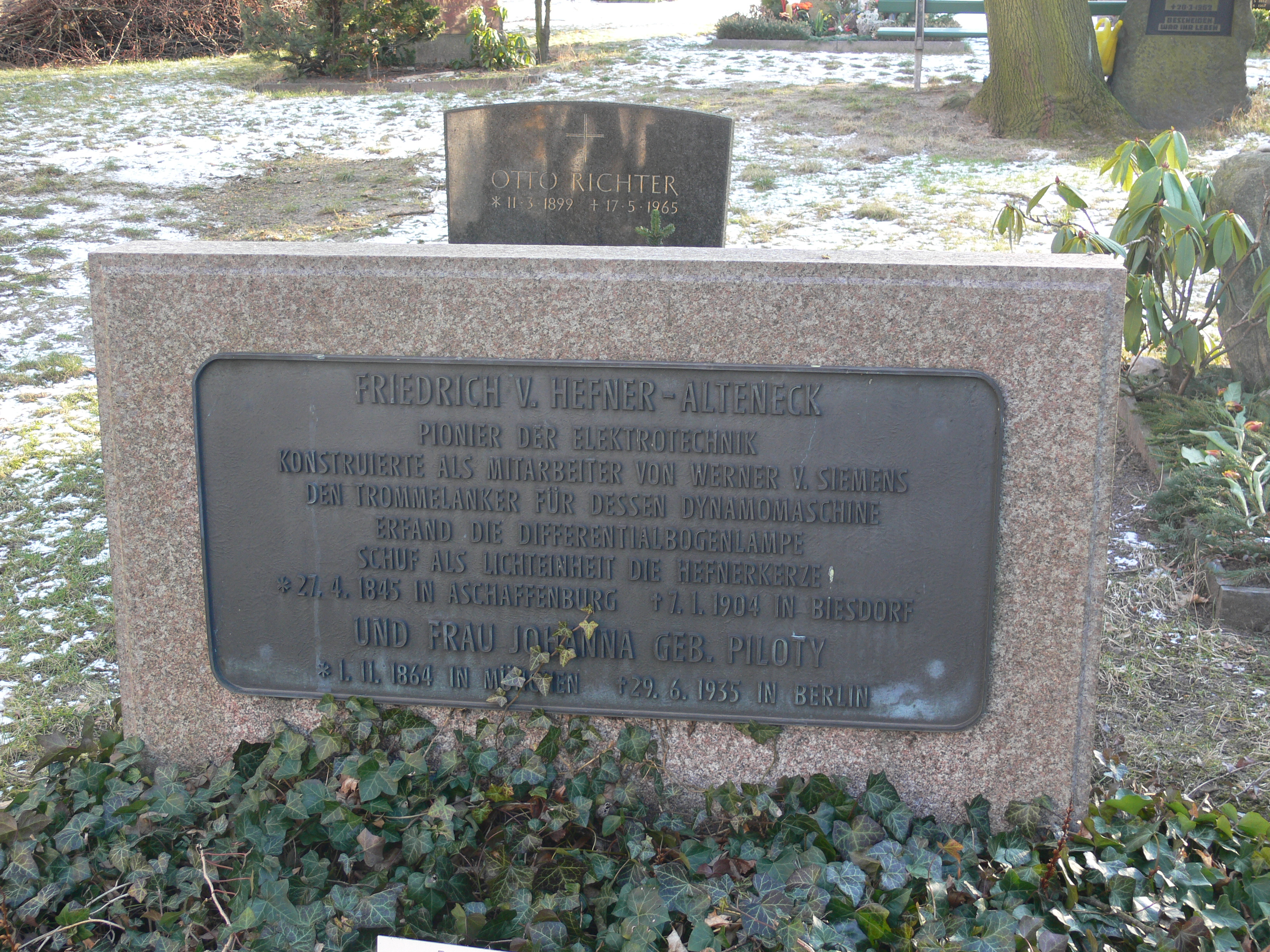
Grab auf dem Alten St.-Matthäus-Kirchhof in Berlin-Schöneberg

Friedrich von Hefner-Alteneck (* 27. April 1845 in Aschaffenburg; † 7. Januar 1904 in Biesdorf bei Berlin; vollständiger Name Friedrich Franz Heinrich Philipp von Hefner-Alteneck) war ein deutscher Konstrukteur, Elektrotechniker und Ingenieur und einer der engsten Mitarbeiter von Werner von Siemens.
Einer größeren Allgemeinheit bekannt ist Friedrich von Hefner-Alteneck durch die nach ihm benannte Lampe, die Normalkerze (NK), welche von 1890 bis 1942 in Deutschland, Österreich und Skandinavien als Lichtstärkeeinheit Hefnerkerze (HK) diente.

## Anfänge
Friedrich Franz Heinrich Philipp war der jüngste der drei Söhne von Jakob Heinrich von Hefner-Alteneck, dem Kunsthistoriker und späteren Direktor des Bayerischen Nationalmuseums. Dies hatte jedoch keinen Einfluss auf die Berufswahl, vielmehr begann Friedrich schon sehr früh, allerlei Apparate zu basteln. So folgte dem Schulbesuch die Technische Hochschule München und das Polytechnikum Zürich, wobei ihn vor allem Vorlesungen über den Entwurf von Maschinen interessierten, weniger mathematische Betrachtungen. Daran schloss sich eine kurze Praktikantenzeit in München an.

## Siemens & Halske
Auf der Weltausstellung 1867 beeindruckte von Hefner-Alteneck die Telegraphenbauanstalt Siemens & Halske, woraufhin er sich bei dieser als Zeichner bewarb. Man sah für ihn jedoch keine Verwendung, hatten doch Ingenieure zu dieser Zeit sehr viel mehr Werkstattpraxis. So begann er kurzentschlossen am 17. Juni 1867 in diesem Unternehmen als einfacher Arbeiter, wobei er schnell auf sich aufmerksam machte und schon am 30. September ins neue Konstruktionsbüro versetzt wurde. Schnell wurde er Leiter des allerdings nur aus zwei Mann bestehenden Büros.
Nachdem Siemens 1868 der Aufbau der von London nach Kalkutta verlaufenden indoeuropäischen Telegrafenlinie übertragen worden war, trug von Hefner-Alteneck wesentlich zu deren Erfolg bei. In dieser Zeit förderte er außerdem erheblich die Sicherheit des Eisenbahnbetriebs durch den Entwurf eines Glockensignalwerks sowie eines  Geschwindigkeitsmessers und -registrators. 1872 wurde er mit 27 Jahren Assistent des Oberingenieurs Carl Fischer (1830 bis 1890), der der allgemeinen technischen Direktion der Firma vorstand. Dabei war von Hefner-Alteneck für den Entwurf und die Erprobung der Konstruktionen und für die Anfertigung sämtlicher Arbeitszeichnungen zuständig.
Von 1880 bis Ende 1890 war er Prokurist und Leiter des Charlottenburger Werks von Siemens & Halske. Nachdem Werner von Siemens die Firmenleitung an seine Söhne übergeben hatte, zog sich auch von Hefner-Alteneck aus dem Unternehmen zurück. Er erhielt noch zahlreiche Ehrungen, darunter 1901 die Mitgliedschaft der Preußischen Akademie der Wissenschaften und 1897 die Ehrendoktorwürde der Technischen Hochschule München. Im gleichen Jahr nahm er einen Aufsichtsratssitz bei der AEG an.

## Dosenschriftgeber
Der Durchbruch gelang von Hefner-Alteneck mit seinem Dosenschriftgeber. Es handelte sich um eine Art Schreibmaschine, die Buchstaben in Morsezeichen umsetzte, sodass die Telegrafisten beim Absenden eines Telegramms nicht unbedingt morsen können mussten. Er bestand aus einer waagerecht angeordneten Dose, an der Stifte angebracht waren, die durch eine Tastatur verschoben werden konnten. Drückte man einen Buchstaben, so erzeugten die zugehörigen Stifte durch Abtasten kürzere oder längere Stromimpulse, dem Morsealphabet entsprechend. Dieser Apparat fand große Beachtung, Werner von Siemens schrieb an seinen Bruder Wilhelm darüber im April 1873: „...von Hefner hat mit seinem Dosenschreiber meinen Kettenschreiber wieder um mehrere Nasenlängen geschlagen. Das Ding funktioniert merkwürdig präzise und schön... Jedenfalls haben wir Wheatstone vollständig antiquiert.“ In der Praxis kam der Dosenschriftgeber allerdings kaum zum Einsatz, denn das mechanisch aufwändige Gerät arbeitete nicht schneller als die etablierten Hughes-Telegrafen und brachte daher keine Kostenvorteile durch eine bessere Auslastung der Telegrafenleitungen.
Dem Dosenschriftgeber folgten weitere nachrichtentechnische Apparate, darunter Flutkurvendrucker, Wasserstands-Fernanzeiger und Kommandoapparate für Schiffe und Bergwerke.

## Trommelanker

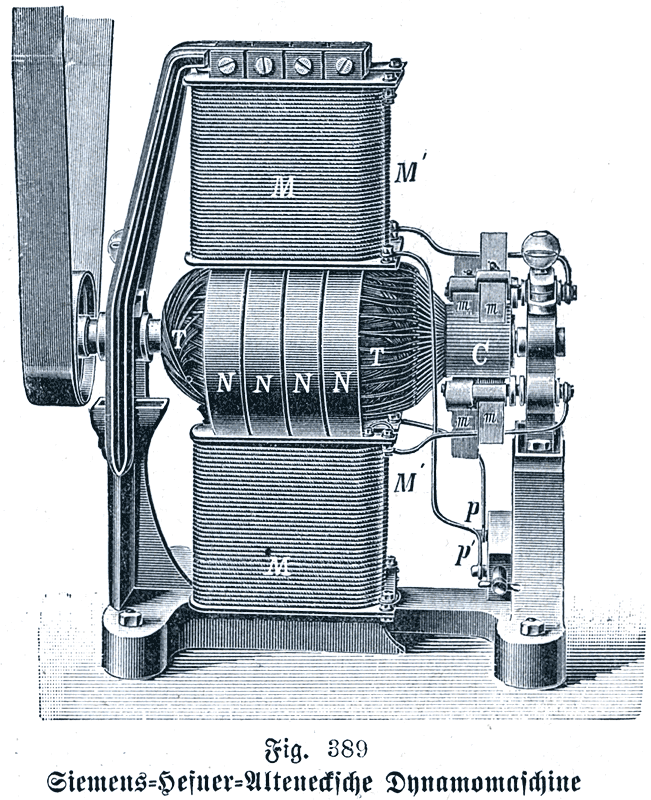
Siemens Hefner-Altenecksche Dynamomaschine mit Trommelanker

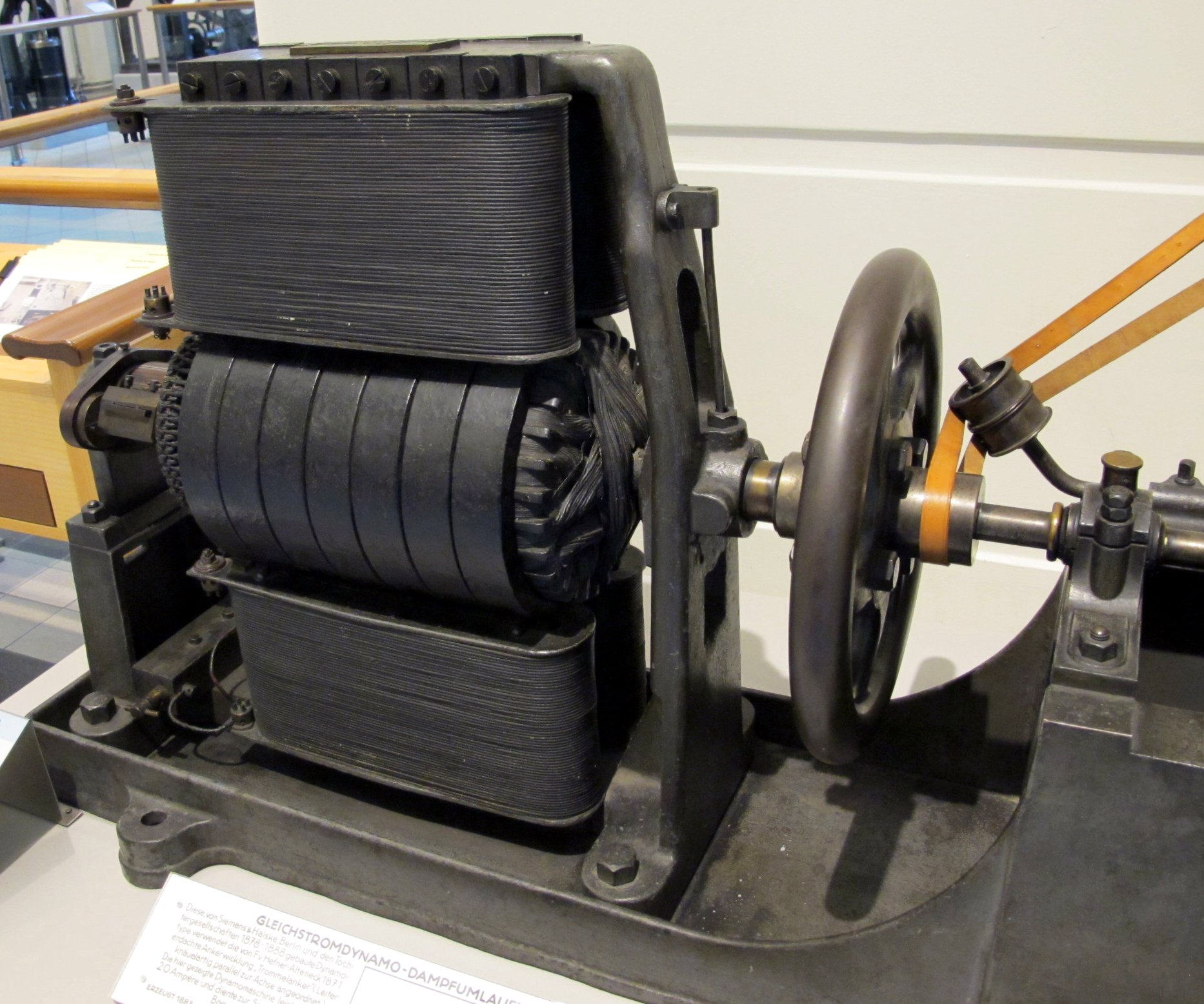
Dynamomaschine nach Siemens Hefner-Alteneck, im Technischen Museum Wien

Mit der Erfindung der elektromagnetischen Selbsterregung legte Werner von Siemens 1866 den Grundstein für die Starkstromtechnik: Nun konnten Motoren und Generatoren mit akzeptablem Wirkungsgrad gebaut werden. Allerdings waren die ersten Maschinen noch nicht perfekt. Ein Problem stellte ihr Doppel-T-Anker dar, bei dem zahlreiche Windungen der Spulen ungünstig lagen. Sie trugen kaum zur Energiewandlung bei und produzierten mit ihrem elektrischen Widerstand unnötige Wärme, die zur Überhitzung führte. Von Hefner stellte 1872 eine wesentlich verbesserte Variante vor, die erstmals einen Gebrauch über längere Zeit erlaubte. Beim Trommelanker gab es nur einen massiven Zylinder, welcher derart bewickelt wurde, dass die Windungen am Zylindermantel parallel zur Achse verliefen. So gab es praktisch nur äußere Windungen, der Anteil unwirksamer Windungen wurde deutlich geringer. Diese Konstruktion ist noch heute gebräuchlich.

## Luftspulenmaschine
Ein Problem blieb aber auch mit dem Trommelanker erhalten: Die von Wirbelströmen verursachte starke Erhitzung der Ankereisen. Sie bedeutete einen großen Energieverlust und bereitete derart große Probleme, dass an einer Wasserkühlung kein Weg vorbeiführte. Von Hefner begegnete ihm mit der Luftspulenmaschine, die 1873 auf der Weltausstellung in Wien große Beachtung erfuhr. Bei dieser Konstruktion stand der Anker still, die Wicklungen mit dem Kommutator umliefen Magnetspulen und Ankereisen alleine. Hierzu musste sich eine Drahttrommel schnell in einem engen Spalt drehen, was eine äußerst präzise Fertigung verlangte. Dafür konnte nun auf eine Wasserkühlung verzichtet und dennoch die Leistung um mehr als das Fünffache gesteigert werden. Diese Bauweise blieb ein Jahrzehnt lang Stand der Technik, dann musste man für noch größere Motoren wieder zur alten Bauweise zurückkehren. Nun verwendete man isolierte Eisenwindungen, später die heute noch bekannten lamellierten Dynamobleche, um die Wirbelstromverluste zu vermindern.

## Differenzialbogenlampe
In der Anfangszeit der Starkstromtechnik musste Licht stets mit Kohlenbogenlampen erzeugt werden, wobei aufgrund des für den Betrieb erforderlichen komplizierten Regelmechanismus jede Lampe einen eigenen Generator verlangte. Hier schuf von Hefner-Alteneck 1878 mit einer selbstregulierenden Bogenlampe Abhilfe, bei der der Abstand der Kohlebogenstäbe nachjustiert wurde, um einen konstanten Lichtbogen zu gewährleisten. Sie wurde 1879 auf der Berliner Gewerbeausstellung, anschließend auf der Berliner Kaiserpassage (Kreuzung Unter den Linden/Friedrichstraße) vorgeführt und erregte dabei großes Aufsehen.
Wenngleich das elektrische Licht erst mit der von Thomas Alva Edison serienreif entwickelten Glühlampe das Gaslicht weitgehend ablöste, so stellte es mit der Differenzialbogenlampe schon eine gleichberechtigte Konkurrenz dar.

## Hefnerkerze

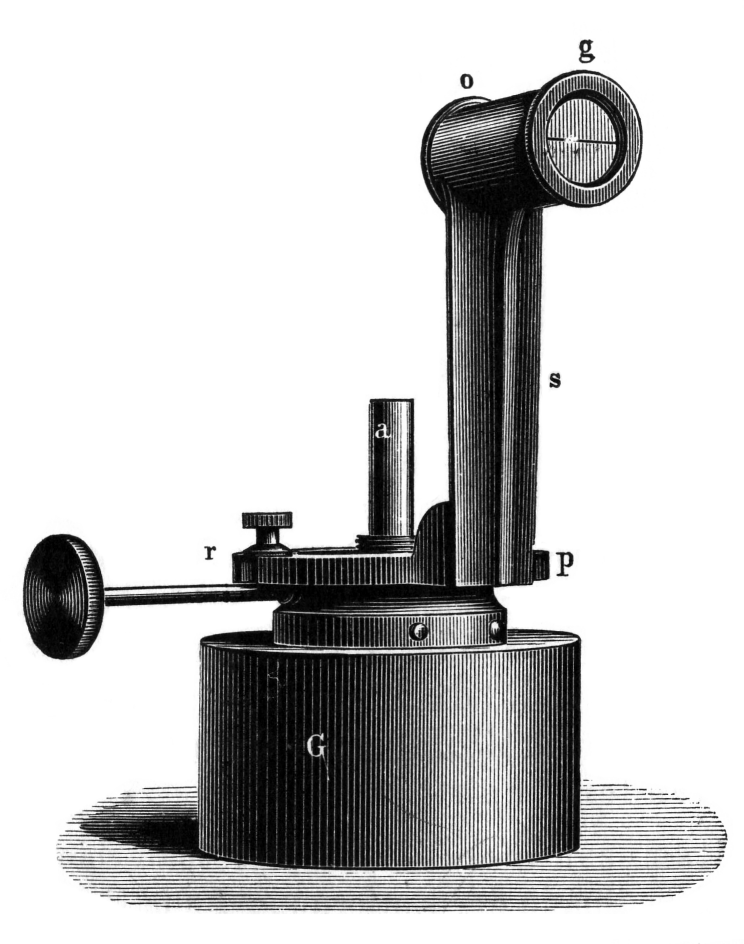
Hefnerlampe (Holzstich 1897)

Der Wettbewerb zwischen Gas- und elektrischem Licht verlangte nach einer geeigneten Einheit für photometrische Untersuchungen. Von Hefner-Alteneck schlug hierzu 1884 dem elektrotechnischen Verein eine leuchtende Flamme als Vergleich vor, die sich jederzeit reproduzieren ließ. Die physikalisch-technische Reichsanstalt beglaubigte die neue Lichteinheit, welche nach ihm Hefnerkerze benannt wurde.

## Mignon
Von Hefner-Altenecks letzte bedeutende Erfindung war nicht elektrotechnischer Natur: die Zeigerschreibmaschine Mignon.

## Tod
Friedrich von Hefner-Alteneck verstarb nach einer Jagd an einem Schlaganfall in der Villa des Industriellen Wilhelm von Siemens im heutigen Schloss Biesdorf.

## Familie
Friedrich von Hefner-Alteneck heiratete 1884 Johanna von Piloty (* 1. November 1864 in München; † 29. Juni 1935 in Berlin), eine Tochter des mit seinem Vater bekannten Münchner Malers Carl Theodor von Piloty (1826–1886). Die Eheleute hatten zwei Söhne, die jung verstarben, und drei Töchter.

## Ehrungen
In Berlin-Siemensstadt ehrt die Straße Hefnersteig Friedrich von Hefner-Alteneck. Eine nach dem Ingenieur benannte Straße befand sich auch noch im Industrie-Stadtteil Berlin-Oberschöneweide.  Die 1924 benannte Charlottenburger Hefner-Alteneck-Straße fiel 1931 ersatzlos dem S-Bahn-Bau zum Opfer. Sein Grab, ein Ehrengrab des Landes Berlin, befindet sich auf dem Alten St.Matthäus-Friedhof in Berlin-Schöneberg. In München gibt es in der Isarvorstadt die Hefner-Alteneck-Straße, die nach ihm und seinem Vater benannt wurde. Die Hefner-Alteneck-Straße in Aschaffenburg ist nur nach dem Vater des Konstrukteurs benannt, Jakob Heinrich von Hefner-Alteneck.